# Chèo chẹo lớn
Hierococcyx sparverioides là một loài chim trong họ Cuculidae.
Loài chim này được tìm thấy ở Bangladesh, Bhutan, Campuchia, Trung Quốc, Ấn Độ, Indonesia, Lào, Malaysia, Myanmar, Nepal, Pakistan, Philippines, Singapore, Đài Loan, Thái Lan, và Việt Nam. Chúng lang thang đến đảo Giáng Sinh.